# 부림초등학교 봉수분교
부림초등학교 봉수분교(富林初等學校 鳳樹分校)는 대한민국 경상남도 의령군 봉수면 서암리에 있는 공립 초등학교이다.

## 연혁
- 1933년 3월 28일 봉수공립보통학교 개교
- 1969년 9월 1일 현위치로 교사 이전
- 1981년 2월 15일 학교경영 최우수학교 선정(군)
- 1981년 3월 31일 병설 유치원 개원
- 1989년 9월 1일 벽지학교 지정(라급지)
- 1989년 12월 20일 도 선정도서관 우수학교 지정
- 2015년 2월 16일 제77회 졸업식(총 졸업생 2,454명)
- 2015년 3월 1일 제28대 이부섭 교장 취임
- 2018년 3월 1일 부림초등학교 봉수분교로 개편